# 헨리 비숍

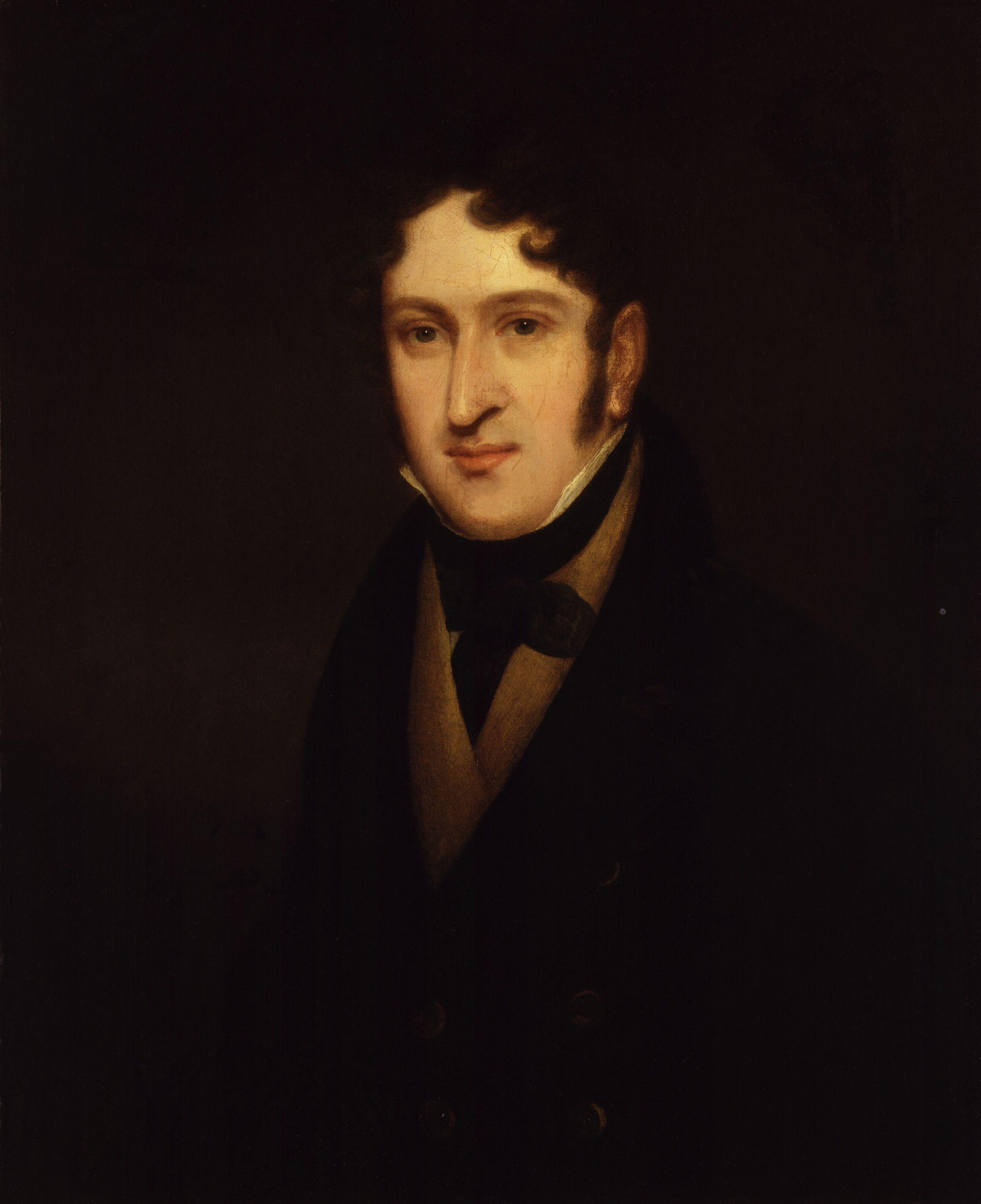
헨리 비숍

헨리 비숍  경(Sir Henry Rowley Bishop, 1786년 11월 18일~1855년 4월 30일)은 영국의 작곡가이자 지휘자이다. 코벤드 가든 극장과 그 밖의 여러 곳에서 지휘자로 이름을 떨쳤다.
1842년 Knight Bachelor(기사작위)에 서임되었으며, 1848년 옥스퍼드 대학교 교수가 되었다.
〈즐거운 나의 집〉(Home Sweet Home) 은 널리 알려진 그의 대표작이다.